# NGC 6670-2
NGC 6670-2 (другие обозначения — PGC 62033, UGC 11284, MCG 10-26-44, ZWG 301.31, 7ZW 812) — галактика в созвездии Дракон.
Этот объект не входит в число перечисленных в оригинальной редакции «Нового общего каталога» и был добавлен позднее.